# AIK Amerikansk Fotboll
L'AIK Amerikansk Fotboll è una squadra di football americano di Solna, in Svezia. È stata fondata nel 2006 come STU Northside Bulls in seguito alla fusione fra le sezioni senior dei Solna Chiefs e dei Täby Flyers; nel 2020 i Bulls sono entrati a far parte della polisportiva Allmänna Idrottsklubben, assumendone il nome.

## Dettaglio stagioni

### Tornei nazionali

#### Campionato

##### Superserien
| Stagione | regular season | regular season | regular season | regular season | regular season | regular season | playoff | playoff | playoff | playoff | playoff | playoff   | playoff    |
|          | Vin            | Par            | Per            | Tot            | PF             | PS             | Vin     | Per     | Tot     | PF      | PS      | risultato | avversaria |
| -------- | -------------- | -------------- | -------------- | -------------- | -------------- | -------------- | ------- | ------- | ------- | ------- | ------- | --------- | ---------- |
| 2015     | 4              | 0              | 6              | 10             | 304            | 383            | -       | -       | -       | -       | -       | -         | -          |
| Totale   | 4              | 0              | 6              | 10             | 304            | 383            | -       | -       | -       | -       | -       |           |            |

Fonti: Enciclopedia del Football - A cura di Roberto Mezzetti

##### Division 1
| Stagione | regular season | regular season | regular season | regular season | regular season | regular season | playoff | playoff | playoff | playoff | playoff | playoff    | playoff                |
|          | Vin            | Par            | Per            | Tot            | PF             | PS             | Vin     | Per     | Tot     | PF      | PS      | risultato  | avversaria             |
| -------- | -------------- | -------------- | -------------- | -------------- | -------------- | -------------- | ------- | ------- | ------- | ------- | ------- | ---------- | ---------------------- |
| 2017     | 6              | 0              | 0              | 6              | 274            | 52             | 2       | 1       | 3       | 112     | 57      | Finale     | Göteborg Marvels       |
| 2018     | 4              | 0              | 1              | 5              | 252            | 78             | 2       | 1       | 3       | 62      | 67      | Semifinale | Karlskoga Wolves       |
| 2019     | 4              | 0              | 2              | 6              | 172            | 78             | 1       | 1       | 2       | 22      | 23      | Semifinale | Arlanda Jets           |
| 2020     | 5              | 0              | 1              | 6              | 234            | 46             | 0       | 1       | 1       | 28      | 34      | Playoff    | Kristianstad Predators |
| 2021     | 4              | 0              | 2              | 6              | 81             | 36             | 1       | 1       | 2       | 30      | 25      | Playoff    | Limhamn Griffins       |
| 2022     | 6              | 0              | 2              | 8              | 158            | 48             | 0       | 1       | 1       | 21      | 27      | Finale     | Limhamn Griffins       |
| Totale   | 29             | 0              | 8              | 37             | 1171           | 338            | 6       | 6       | 12      | 275     | 233     |            |                        |

Fonti: Enciclopedia del Football - A cura di Roberto Mezzetti

### Riepilogo fasi finali disputate
| Anno             | Luogo        | Evento                | Fase del torneo | Incontro                                        | Risultato |
| 27 agosto 2017   | Kristianstad | Division 1 för herrar | Finale          | STU Northside Bulls - Göteborg Marvels          | 13 - 21   |
| 2 settembre 2018 |              | Division 1 för herrar | Semifinale      | Karlskoga Wolves - STU Northside Bulls          | 40 - 14   |
| 29 giugno 2019   | Solna        | Division 1 för herrar | Semifinale      | STU Northside Bulls - Arlanda Jets              | 21 - 23   |
| 11 ottobre 2020  |              | Division 1 för herrar | Playoff         | Kristianstad Predators - AIK Amerikansk Fotboll | 34 - 28   |
| 3 ottobre 2021   | Malmö        | Division 1 för herrar | Finale          | Limhamn Griffins - AIK Amerikansk Fotboll       | 7 - 2     |
| 2 luglio 2022    |              | Division 1 för herrar | Finale          | Limhamn Griffins - AIK Amerikansk Fotboll       | 27 - 21   |